# Janez Šinkovec
Dr. Janez Šinkovec (12. srpna 1928, Lublaň – 2016) byl slovinský právník.

## Životopis
Narodil se v Lublani, na Právnické fakultě Univerzity v Lublani promoval v roce 1956. Doktorát obdržel v roce 1980. V letech 1957 až 1967 byl soudcem okresního soudu v Radovljici, v Lublani a v Nove Gorici. V letech 1973 až 1986 byl konzultantem slovinského Ústavního soudu a v letech 1990 až 1998 jeho soudcem. V roce 1985 získal na lublaňské Právnické fakultě habilitaci.